# دبليو 70 (قنبلة نووية)

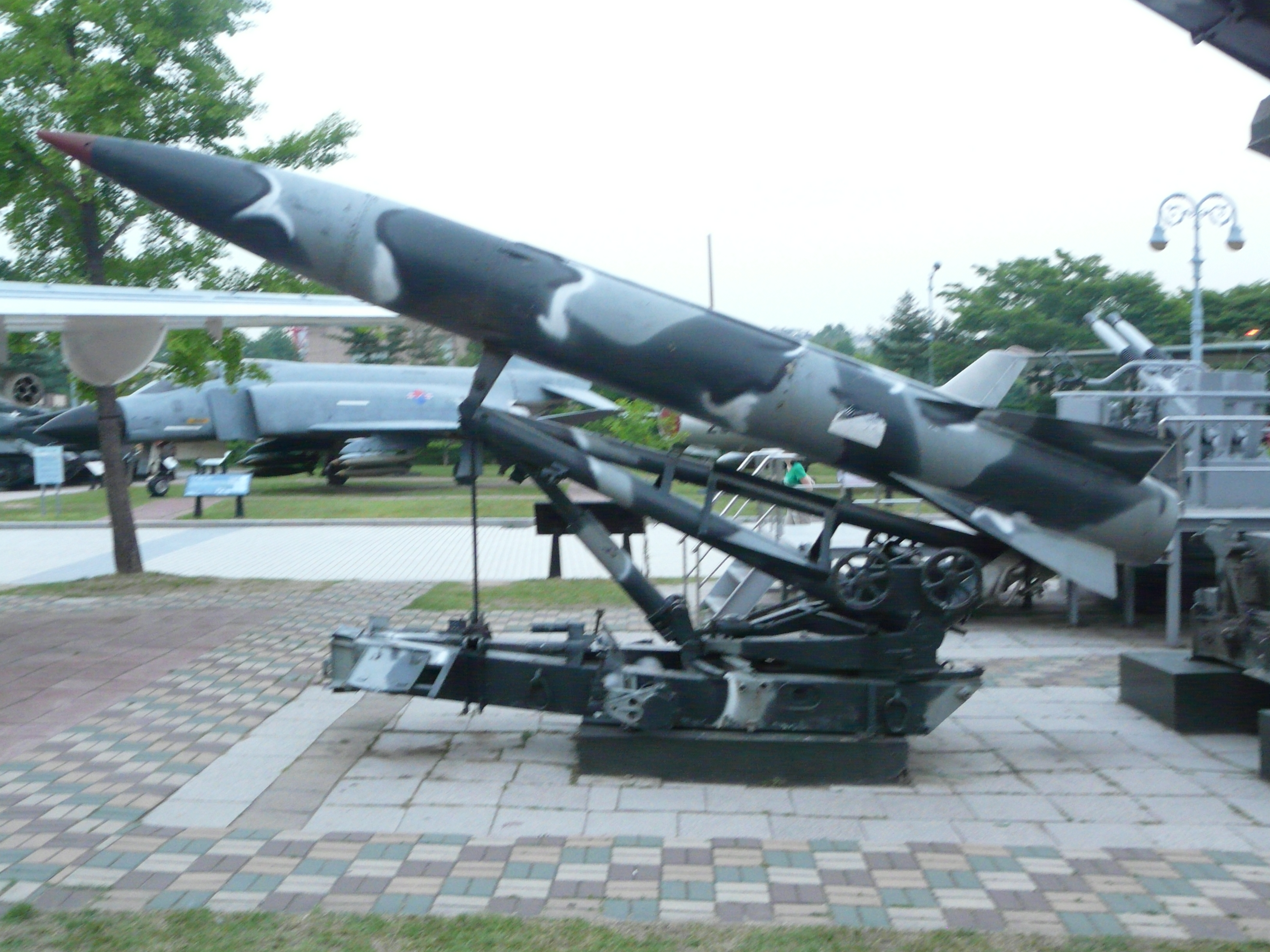

دبليو 70 هو رأس حربي نووي تكتيكي طورته الولايات المتحدة في أوائل السبعينيات. تم استخدام مختبر لورانس ليفرمور الوطني لتصميمه تم إنتاج حوالي 1250 قنبلة ويرجع تاريخ التصميم إلى عام 1973.
دبليو 70 ليس بعيدا حتى عن «قنبلة نيوترونية» حيث يعتبر سلاح يدمر على نطاق واسع.